# Rocky River (Whyte River)
Der Rocky River ist ein Fluss im Nordwesten des australischen Bundesstaates Tasmanien.
Der etwas mehr als 13 Kilometer lange Rocky River entspringt an den Nordhängen des Mount Livingstone und fließt nach West-Nordwesten. Rund neun Kilometer östlich der Siedlung Corinna mündet er in den Whyte River.